# Yves Chauvin
Yves Chauvin (født 10. oktober 1930, død 27 januar 2015) var en fransk kemiker og æresforskningsdirektør på Institut français du pétrole og medlem af det franske videnskabsakademi. Han var kendt for sit arbejde med at decifrere metatese-processen, for hvilket han i 2005 modtog Nobelprisen i kemi sammen med Robert H. Grubbs og Richard R. Schrock.